# HD 70642 b
HD 70642 b ist ein Exoplanet, der den gelben Zwerg HD 70642 alle 2068 Tage umkreist. Er wurde mit Hilfe der Radialgeschwindigkeitsmethode entdeckt. Der Planet wurde von Brad D. Carter et al. im Jahr 2003 entdeckt. Der Planet umkreist seinen Stern in einer Entfernung von ca. 3,23 Astronomischen Einheiten bei einer Exzentrizität von 0,034 und hat eine Mindestmasse von ca. 600 Erdmassen bzw. 2 Jupitermassen.